# ルンドゥ
ルンドゥ（Rundu）はナミビアの都市。東カバンゴ州の州都である。

## 地理
オカヴァンゴ川沿いに位置する。

## 交通

### 空港
- ルンドゥ空港（英語版）

### 道路
- 国道B8号 (ナミビア)
- 国道B10号 (ナミビア)（英語版、ドイツ語版）